# Лыжный патруль (фильм, 1940)
«Лыжный патруль» (англ. Ski Patrol) — американский черно-белый художественный фильм, снятый режиссёром Лью Лэндерсом на киностудии Universal Pictures в 1940 году.
Это единственный голливудский и первый в мире художественный фильм о Советско-финляндской войне (1939—1940)

## Сюжет
1936 год. В Германии проходят Зимние Олимпийские игры. Советский (Иван) и финский (Виктор) спортсмены, соревнуются в лыжной гонке и в итоге становятся не только победителями первенства, но и хорошими друзьями.
Спустя три года начинается Советско-финляндская война (1939—1940). Вчерашние олимпийские чемпионы и друзья — Иван и Виктор сражаются по разные стороны фронтов. Действие происходит в горной местности. Финский шюцкор и иностранные добровольцы, обороняют перевал от наступающих советских войск. Ивану и Виктору суждено было вновь встретиться…

## В ролях
- Филип Дорн — лейтенант Виктор Райдер
- Лули Десте — Юлия Энгель
- Стэнли Филдс — Биргер Симберг
- Сэмьюэл Саути Хайндс — капитан Пер Валльгрен
- Эдвард Норрис — Пааво Лууки
- Джон Куолен — Густав Нерку
- Харди Олбрайт — Тыко Галлен
- Джон Арледж — Дик Рейнольдс
- Джон Эллис — Кнут Валльгрен
- Генри Брэндон — Ян Сикорски
- Кэтрин Адамс Доти — Лисса Райдер
- Робертс Леона — мать Райдера
- Абнер Биберман — советский полевой командир
- Уэйд Ботелер — представитель Олимпийских игр Германии
- Эддисон Ричардс — Джеймс Бертон
- Хэдли Рид — Иван Дубровский
- Тревор Бардетт — Аранов
- Джон Галлодет — военнопленный
- Кристиан Руб — Сорренсон

В эпизодах
Джоди Гилберт, Джек Гарднер, Карл Хаккет, Джордж Магрилл, Нельс П.Нельсон, Виктор Циммерман.

## Съёмочная группа
- режиссёр: Лью Ландерс.
- продюсеры: Бен Пивар, Уоррен Дуглас.
- сценарист: Пол Хьюстон.
- оператор: Милтон Р. Краснер.
- художники: Джек Оттерсон, Ральф М. Деласи.
- дизайнер костюмов:  Вера Вест.
- кинодекаратор: Рассел А. Гаусман.
- звукорежиссёры: Бернард Б. Браун, Роберт Притчард.
- монтажёр: Эдвард Кёртисс.
- композитор: Фрэнк Скиннер.
- музыкальный директор:  Ханс Й. Зальтер.
- прочие специалисты: Ханс Дж. Солтер, Ральф Фрид, Чарльз Хендерсон, Чарльз Превин, Хайнц Ремхельд, Франц Ваксман, Джордж Томас мл.

## Официальные дистрибьютеры
- Universal Pictures (1940) (США) (кинотеатр)
- General Film Distributors (GFD) (1940) (Великобритания) (кинотеатр)
- Universal Film (1940) (Швеция) (кинотеатр)
- Realart Pictures (1949) (США) (кинотеатр)
- Screen Gems (1961) (США) (телевидение)
- Yleisradio (YLE) (2013) (Финляндия) (телевидение)
- Rare Films and More (2018) (США) (DVD)